# Notorhabdium
Notorhabdium is een kevergeslacht uit de familie van de boktorren (Cerambycidae). De wetenschappelijke naam van het geslacht werd voor het eerst geldig gepubliceerd in 1986 door Ohbayashi & Shimomura.

## Soorten
Notorhabdium omvat de volgende soorten:
- Notorhabdium bangzhui Ohbayashi, Niisato & Wang, 2004
- Notorhabdium immaculatum Ohbayashi & Shimomura, 1986